# 大江神社 (大阪市)
大江神社是一座位于日本大阪市天王寺区夕陽丘町的神社。旧社格为鄉社。